# 苏尔贝格
苏尔贝格是德国巴伐利亚州的一个市镇。总面积23.73平方公里，总人口3184人，其中男性1597人，女性1587人（2011年12月31日），人口密度134人/平方公里。